# 6403 Steverin
6403 Steverin (1991 NU) là một tiểu hành tinh vành đai chính được phát hiện ngày 8 tháng 7 năm 1991 bởi E. F. Helin ở Palomar.